# Rätt i natten
Rätt i natten  (engelska: Night Court) är en amerikansk komediserie som producerades i nio säsonger av Warner Bros. Television och sändes av NBC mellan 1984 och 1992.
Serien hade svensk premiär på SVT i juni 1989.

## Handling
Rätt i natten utspelar sig i en nattöppen jourdomstol på Manhattan.

## Rollista i urval
- Harry Anderson - domare Harold T. Stone
- John Larroquette - assisterande åklagare Dan Fielding
- Richard Moll - rättsfogde Bull Shannon
- Ellen Foley - försvarsadvokat Billie Young (säsong 2)
- Markie Post - försvarsadvokat Christine Sullivan (säsong  2–9)
- Charles Robinson - rättstjänsteman Mac Robinson
- Selma Diamond - rättsfogde Selma Hacker (säsong  1–2)
- Marsha Warfield - rättsfogde Roz Russell (säsong  4–9)